# Ozero (obwód winnicki)
Ozero (ukr. Озеро) – wieś na Ukrainie, w obwodzie winnickim, w rejonie niemirowskim. W 2001 roku liczyła 238 mieszkańców.
W okolicy Ozera, Josypenków i Zarudynców odkryto pozostałości trzech osad kultury trypolskiej.